# Croton spiciflorus
Croton spiciflorus là một loài thực vật có hoa trong họ Đại kích. Loài này được Thunb. mô tả khoa học đầu tiên năm 1825.